# Drozdówko (Rymań)
Drozdówko (deutsch Vorwerk Drosedow) ist ein Wohnplatz in der Woiwodschaft Westpommern in Polen. Er liegt im Gebiet der Gmina Rymań (Landgemeinde Roman) und gehört mit dieser zum Powiat Kołobrzeski (Kolberger Kreis).

## Geographische Lage

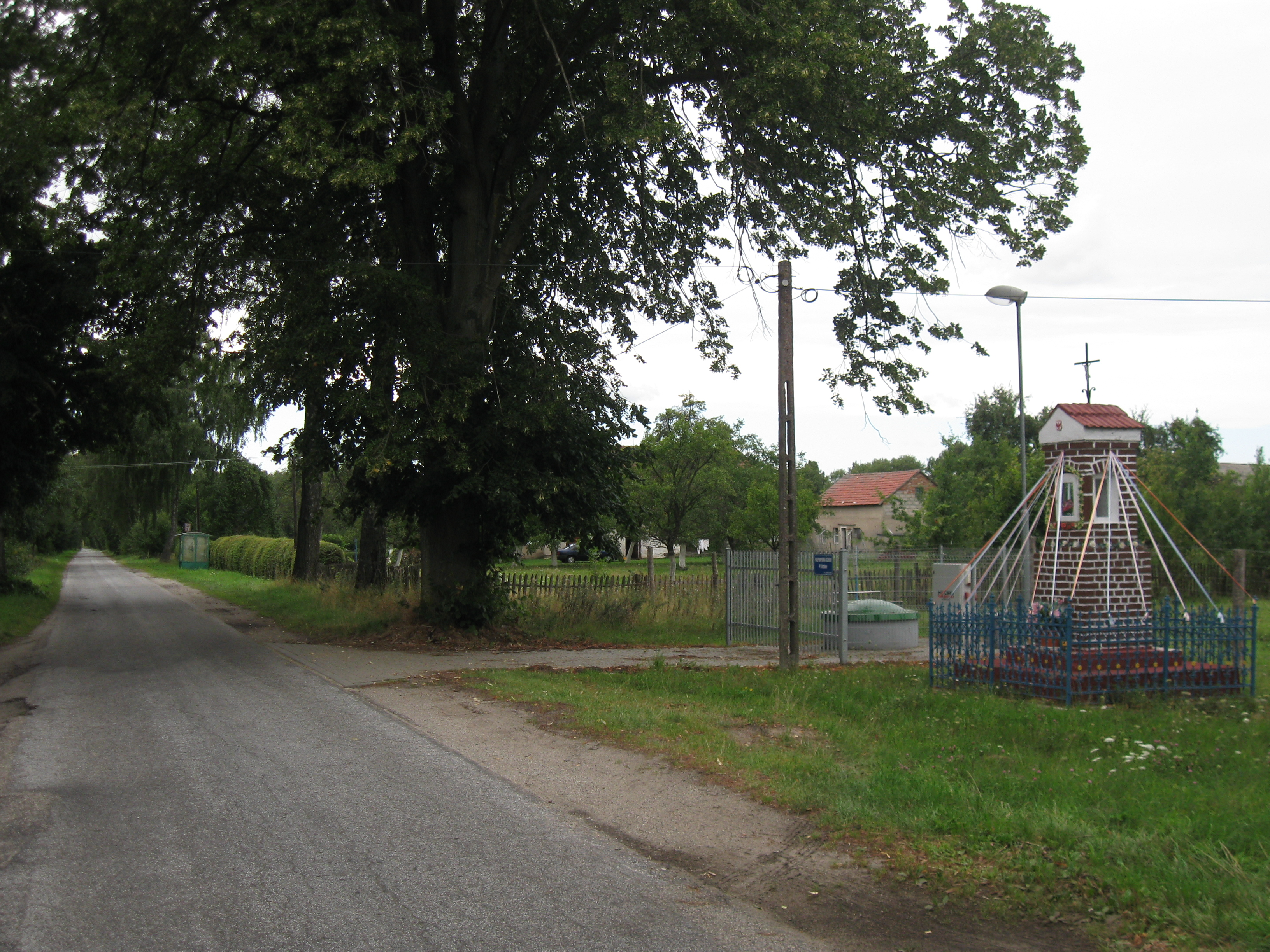
Ortsbild (Aufnahme von 2013)

Der Wohnplatz liegt in Hinterpommern, etwa 80 Kilometer nordöstlich von Stettin und etwa 25 Kilometer südlich von Kołobrzeg (Kolberg), inmitten von landwirtschaftlichen Flächen südwestlich des Dorfes Drozdowo (Drosedow). Weitere Nachbarorte sind im Nordwesten das Dorf Gorawino (Gervin), im Südwesten der Wohnplatz Rębice (Birkhain) und im Südosten der Wohnplatz Lędowa (Waldhof).

## Geschichte
Das Vorwerk Drosedow wurde um 1860 als neues Vorwerk des Gutes Drosedow angelegt. Etwa zeitgleich wurde das südöstlich liegende bisherige Vorwerk Holzkathen aufgegeben und zusätzlich weiter südöstlich die Waldarbeitersiedlung Waldhof angelegt.
Als Ende der 1930er Jahre ein Teil des Gutes Drosedow aufgesiedelt wurde, entstanden einige neue Bauernstellen nordöstlich des Vorwerks, an der Straße nach Drosedow.
Bis 1945 bildete Vorwerk Drosedow einen Wohnplatz der Gemeinde Drosedow und gehörte mit dieser zum Landkreis Kolberg-Körlin der Provinz Pommern.
Nach dem Zweiten Weltkrieg kam Vorwerk Drosedow, wie ganz Hinterpommern, an Polen. Es erhielt den polnischen Ortsnamen Drozdówko.

## Entwicklung der Einwohnerzahlen
- 1864: 20 Einwohner (möglicherweise bezieht sich diese Zahl aber noch auf das alte Vorwerk Holzkathen)[1]
- 1871: 25 Einwohner[1]
- 1885: 36 Einwohner[1]
- 1895: 18 Einwohner[1]
- 1905: 14 Einwohner[1]
- 2013: 75 Einwohner[2]